# Bahawalpur
Bahawalpur (in lingua Panjabi: بہاولپور) è ubicata nella provincia di Punjab ed è la dodicesima città più grande del Pakistan. La città era, una volta la capitale del proprio omonimo principato. La città era una volta sede di diversi Nawab (Re) e faceva parte degli stati del Rajputana (adesso conosciuta come Rajasthan in India). La città è rinomata per i suoi famosi palazzi come il Noor Mahal, il Sadiq Ghar Palace, il Darbar Mahal 
così come il forte di Derawar ubicato nel deserto di Cholistan al confine con l'India.
La posizione della città è vicina alle antiche città di Uch e Harappa, ex-roccaforti del sultanato di Delhi e della civiltà della valle dell'Indo. La città ospita anche uno dei pochi parchi naturali e safari del paese: il Lal Suhanra National Park.
La popolazione nel 1998 era di 403 408 abitanti e nel 2007 aumentò fino ad arrivare a 798 509 unità. Il Bahawalpuri è il dialetto locale del Panjabi, mentre l'urdu e l'inglese sono le lingue ufficiali usate nelle scuole e in varie istituzioni governative. Bahawalpur è ubicata a sud del fiume Sutlej ed è collocata nella regione del Cholistan vicino al Deserto del Thar. È situata 90 km da Multan, 420 km da Lahore e 270 km da Faisalabad.

## Storia
La città ed il suo territorio circostante divenne un principato indipendente con il nawab Mohammed Bahawal Khan II nel 1802 su concessione del re afgano Shah Mahmud di Kabul il cui stato era al collasso. il quale fu fedele alleato durante le guerre afgane. L'ultimo nababbo, Sadeq Mohammed Khan V, con l'indipendenza indiana, optò nel 1947 di entrare a far parte del nuovo stato del Pakistan, finché nel 1952 lo stato fu annesso come provincia e tre anni dopo il sovrano deposto. A quel punto il nawab, con gran parte del suo ingente patrimonio se ne andò in Inghilterra, dove morì nel 1966 nella sua villa nel Surrey. 

## Economia
L'industria agricola produce cotone, canna da zucchero, frumento, semi di girasole, semi di senape e riso. La frutta principalmente esportata: mango, limone, dattero e guavas mentre i vegetali maggiormente esportati sono: la cipolla, il pomodoro, il cavolfiore, le patate e la carota. La città possiede fabbriche di soda caustica, trattamento del cotone, mulini per il grano, succhi di frutta, ingegneria generale, mulini per il re-avvolgimento del ferro e dell'acciaio, telai per la fabbricazioni di vestiti, mulini per l'olio, mangime per pollame, zucchero, fabbriche tessili, burro vegetale e olio per cucina in grandi quantità.

## Galleria d'immagini

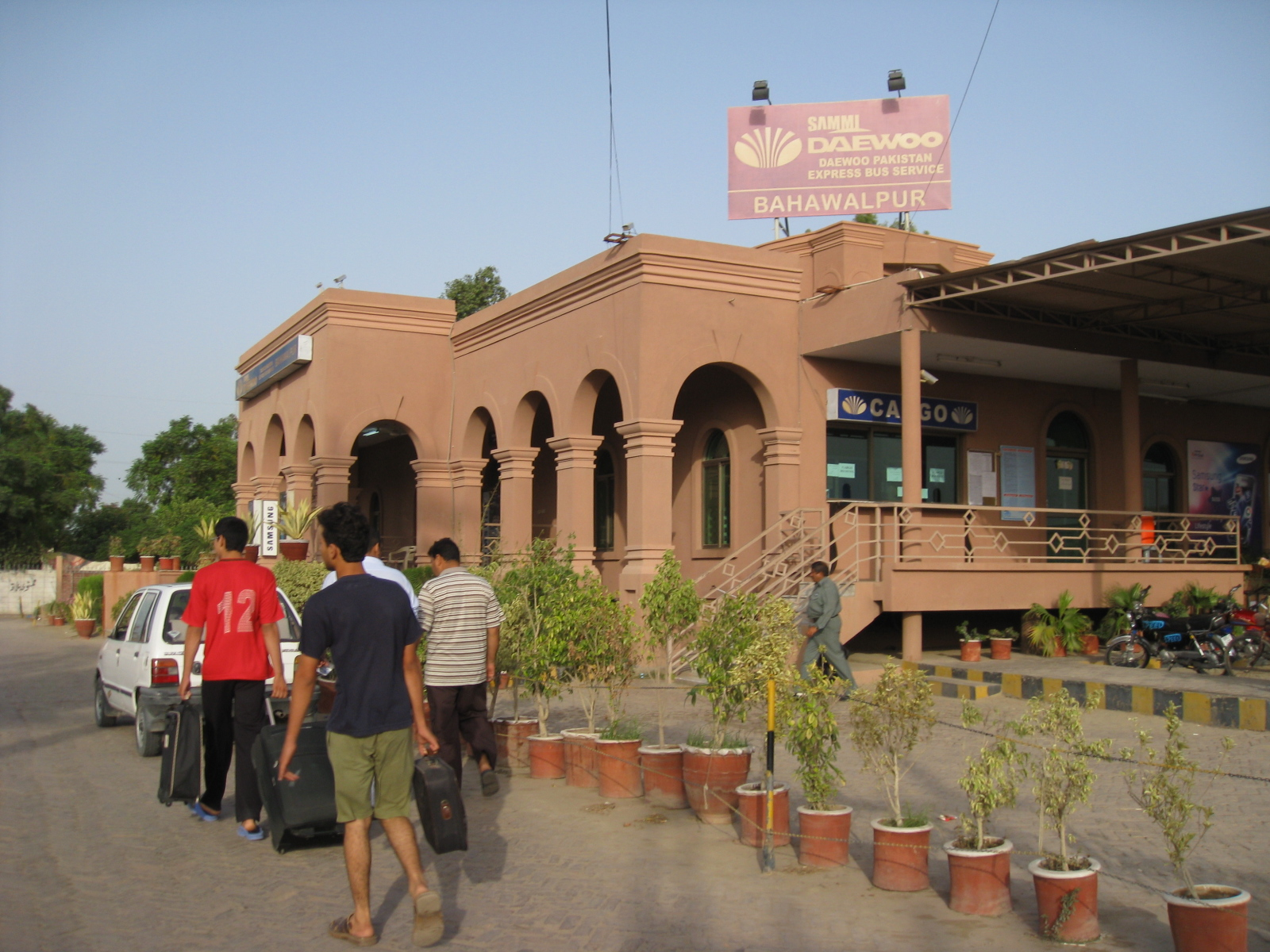
Daewoo Terminal, Bahawalpur
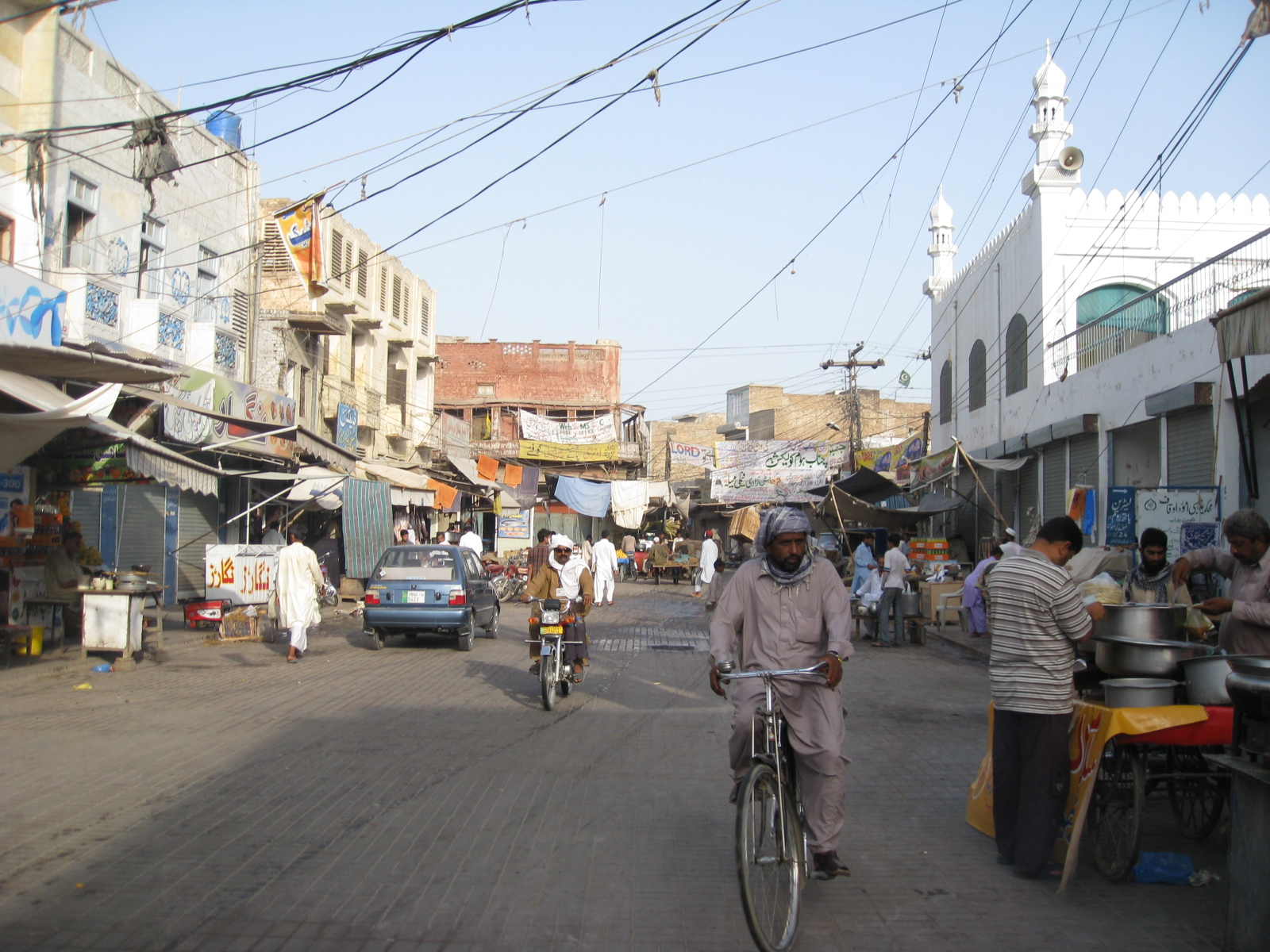
Market dentro la porta Farid
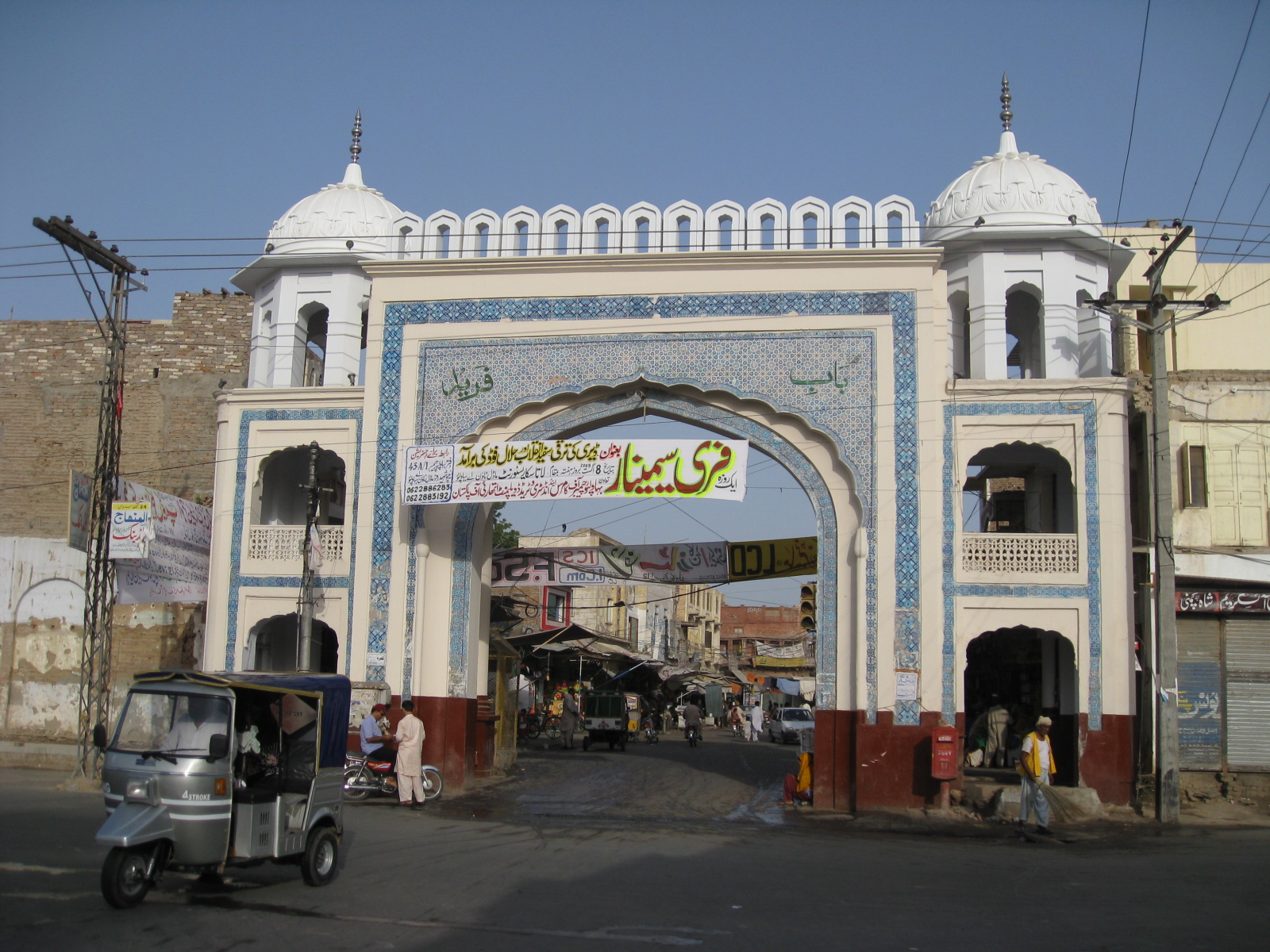
Porta Farid, Bahawalpur
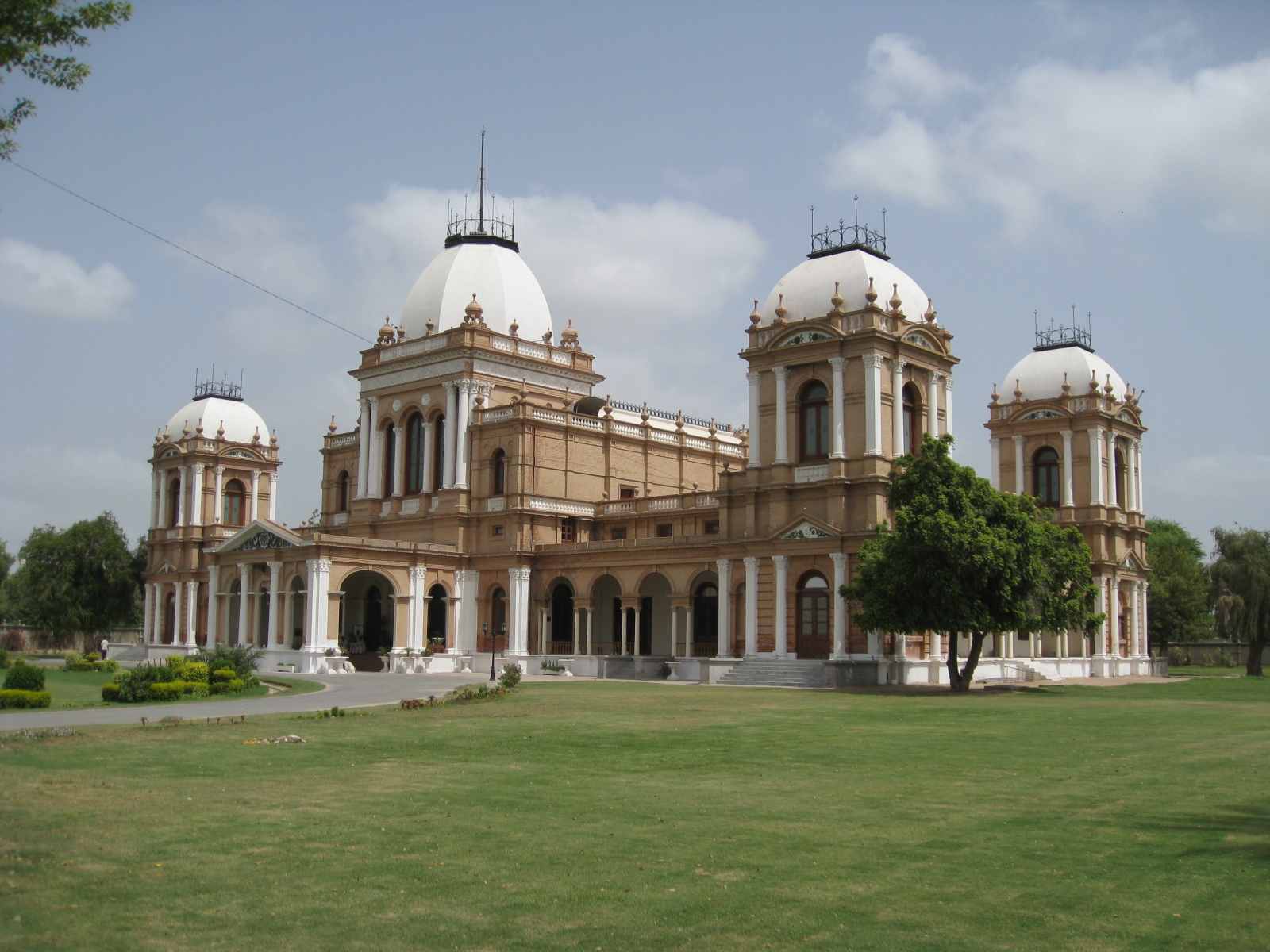
Noor Mahal
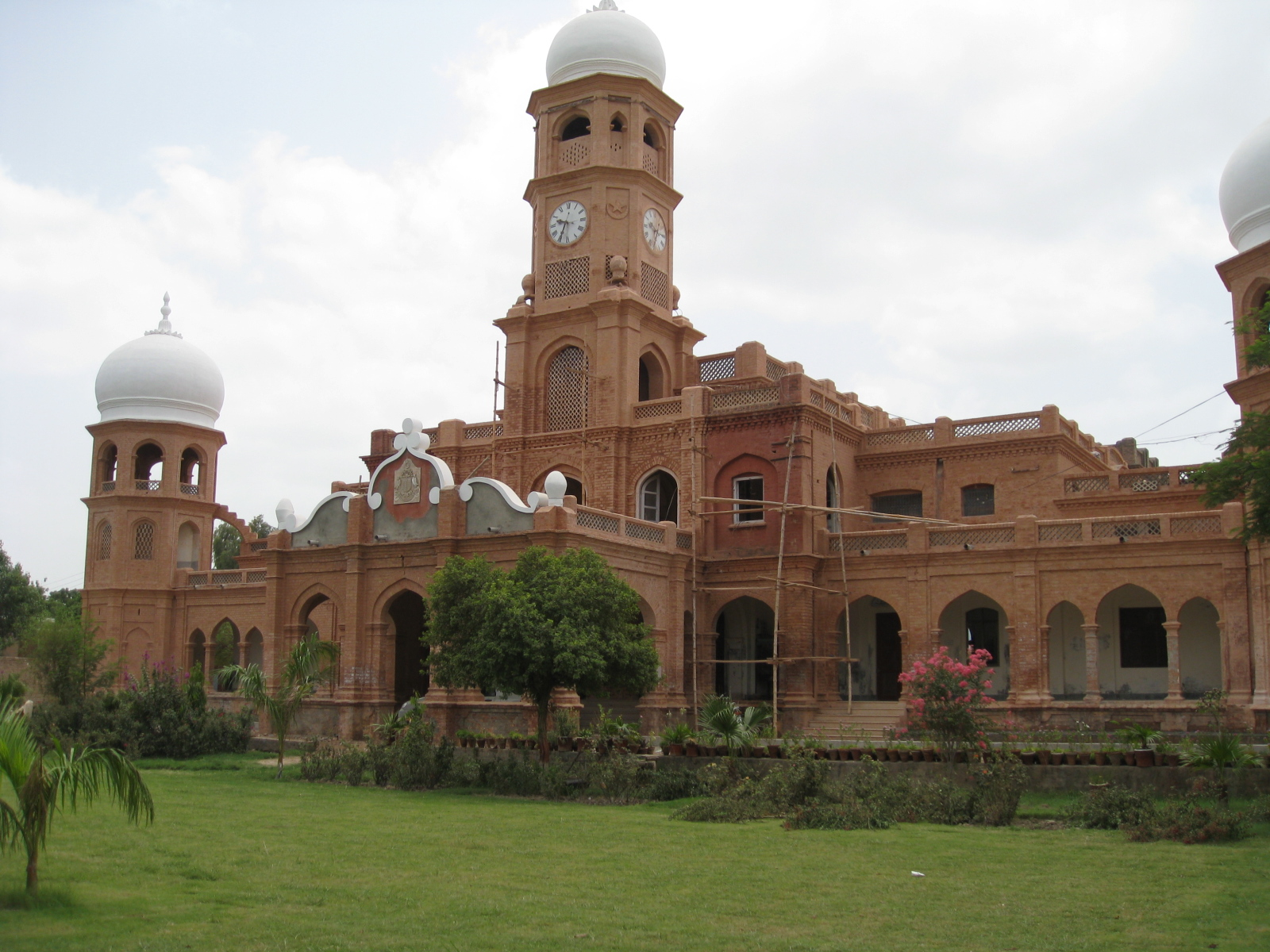
Scuola superiore Sadiq Dane, Bahawalpur
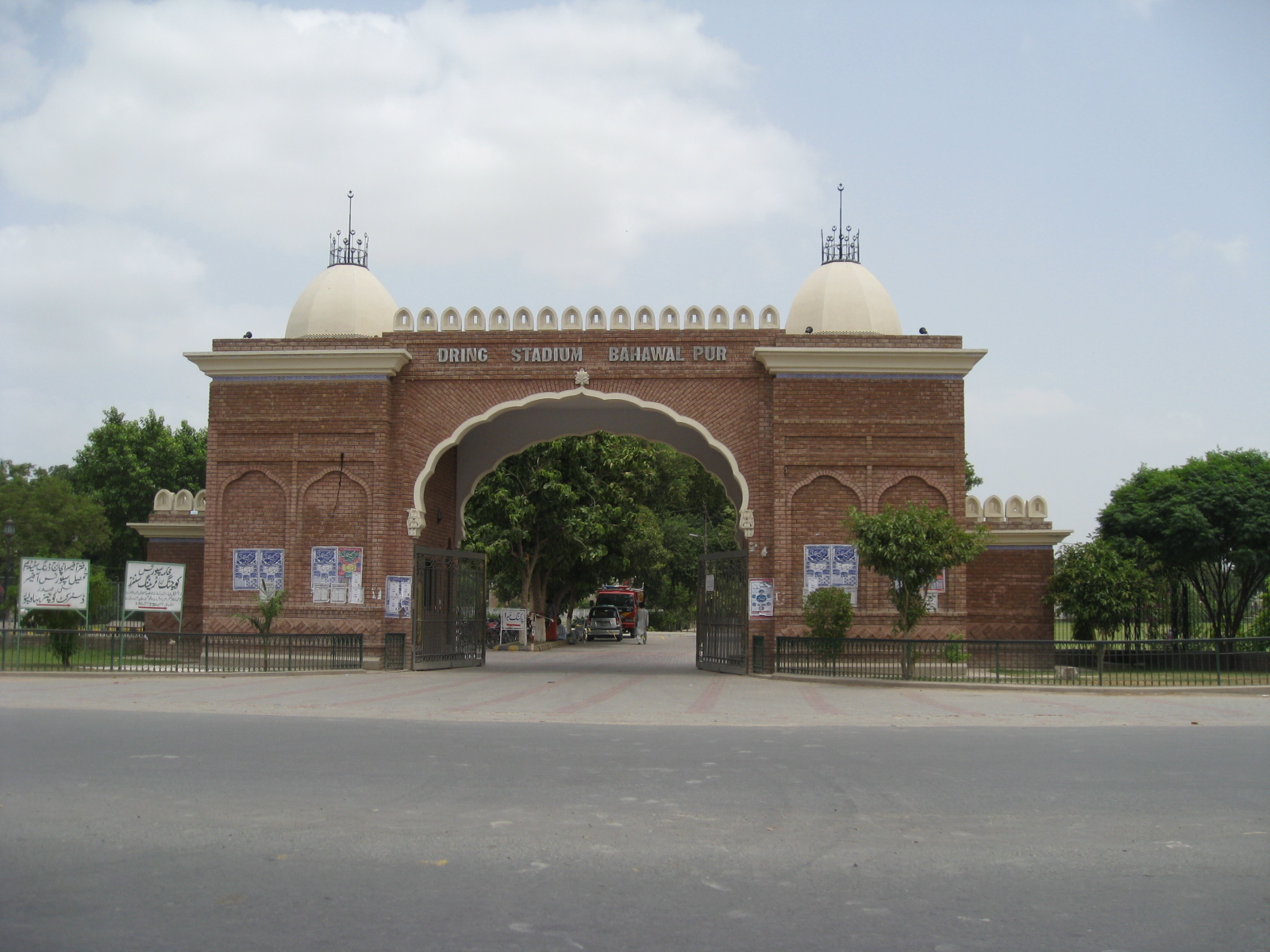
Entrata del Dring Stadium
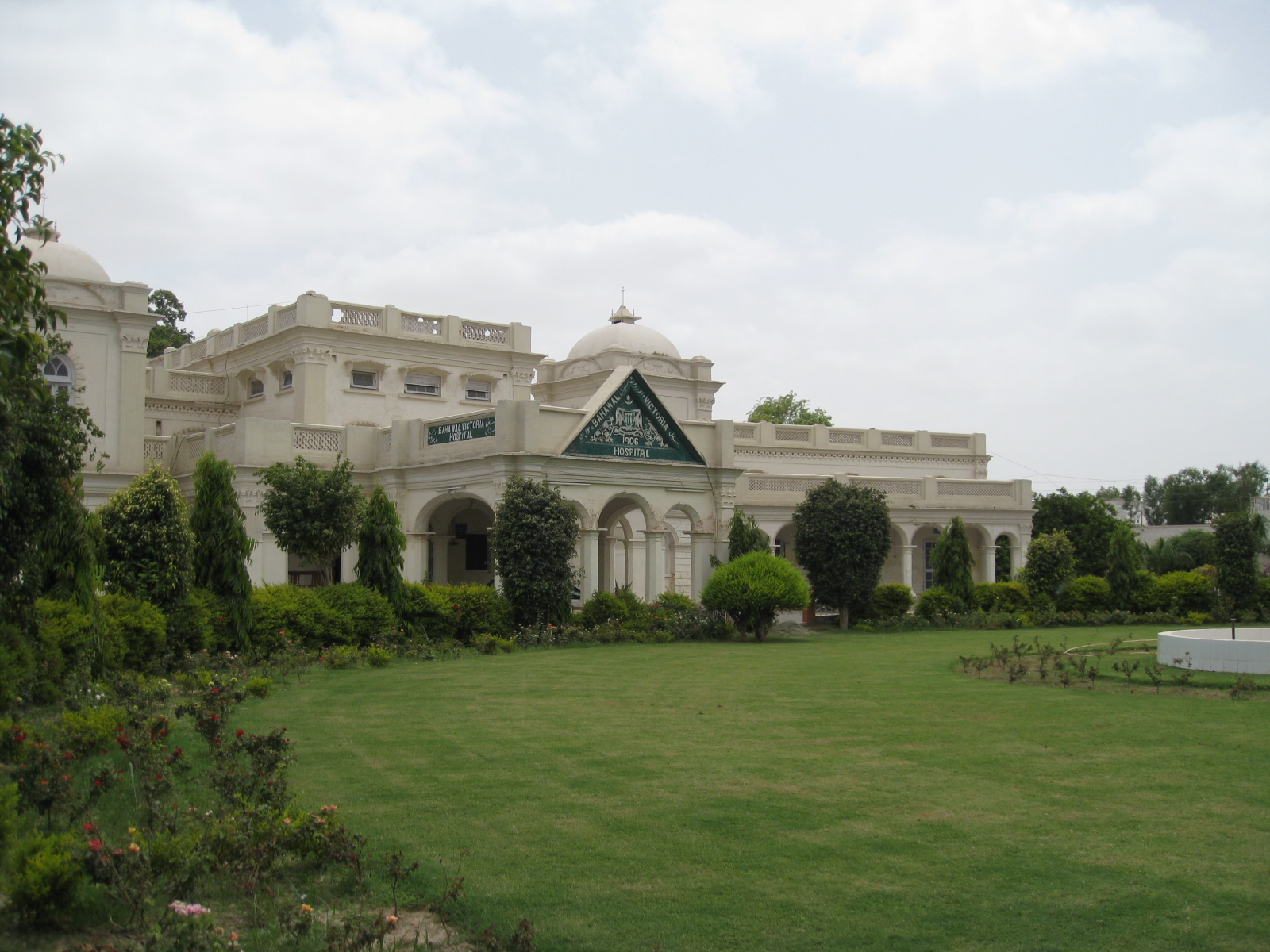
Ospedale Bahawal Victoria
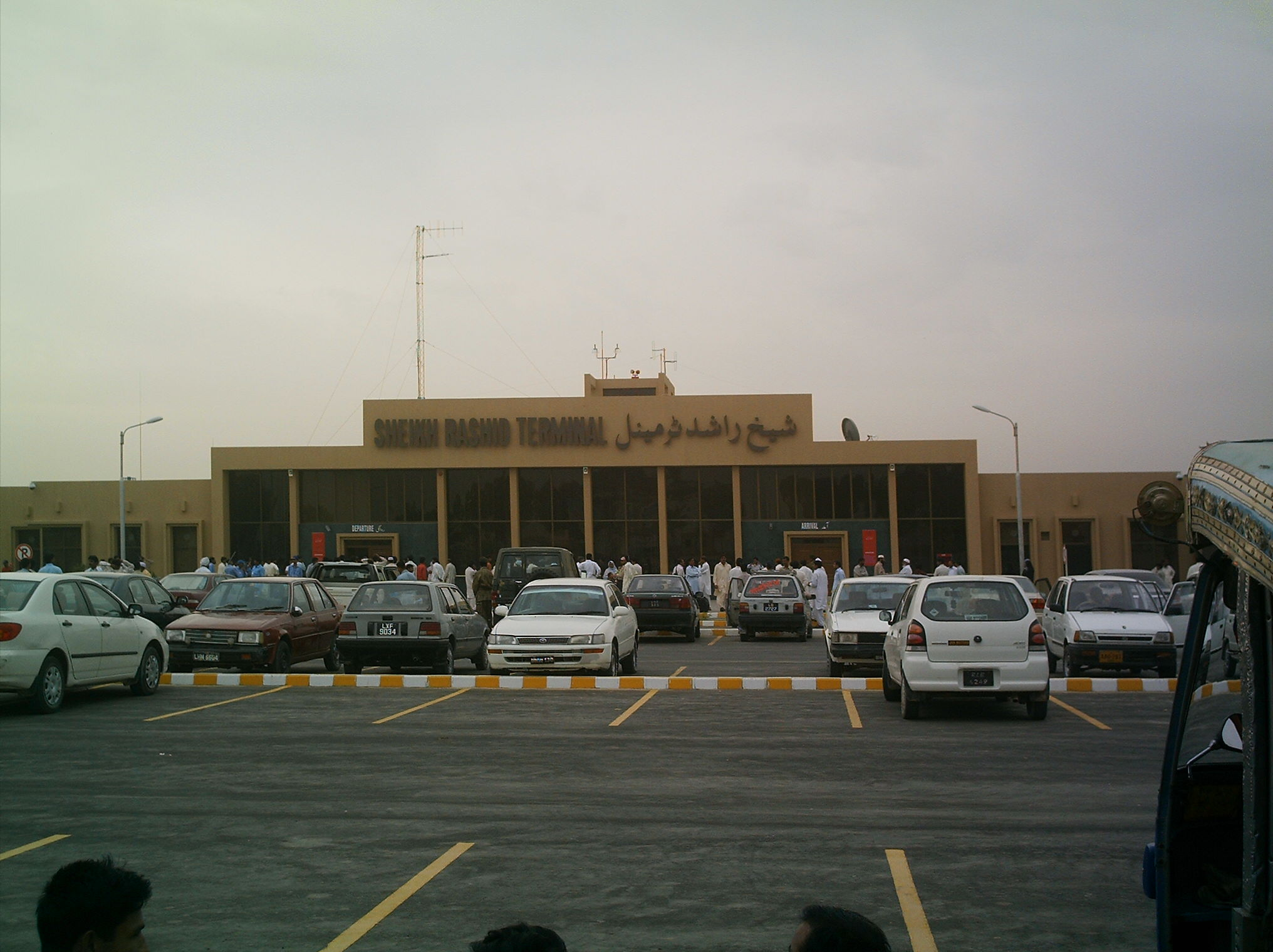
Terminal di Sheikh Rashid, Aeroporto Bahawalpur